# Christian von Nettelbla

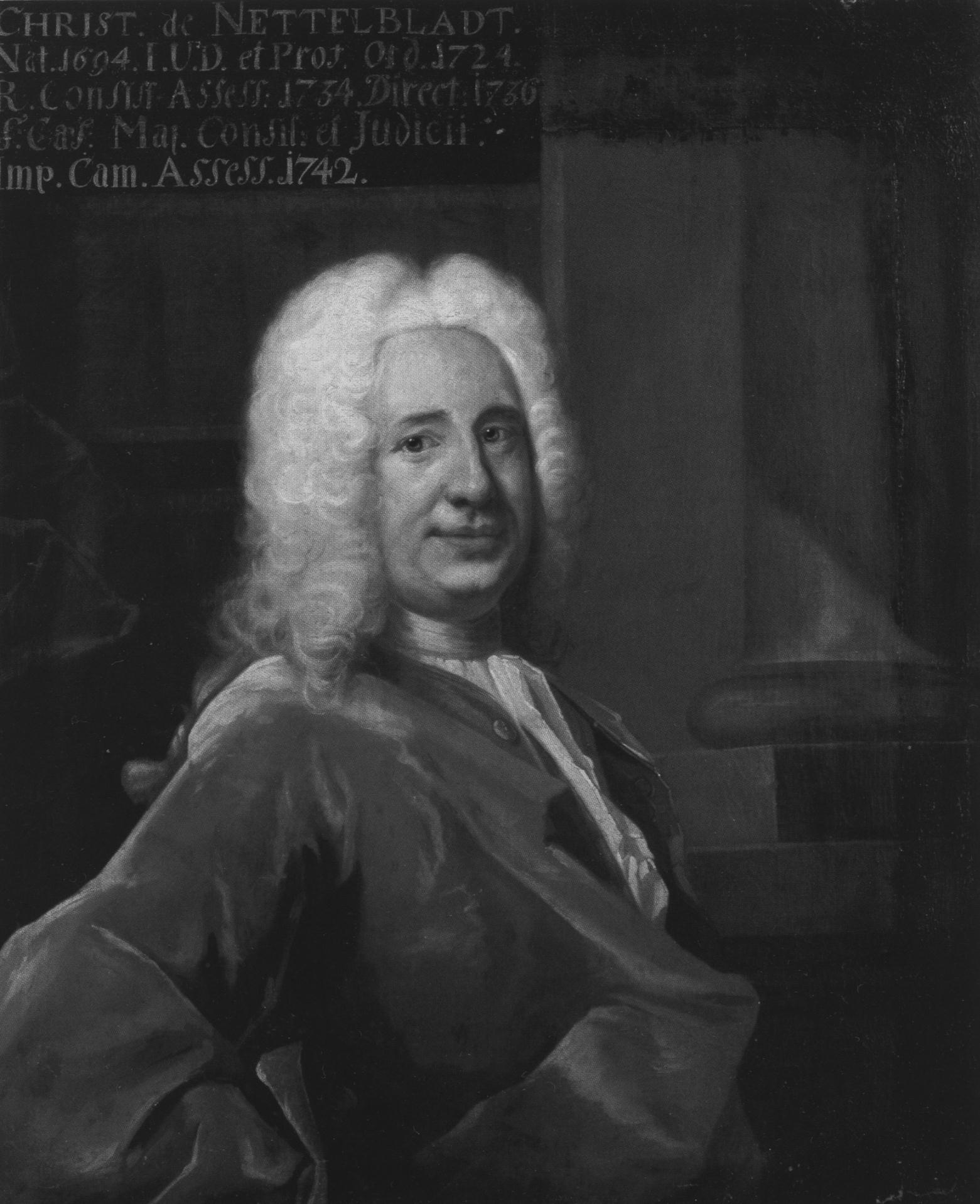
Christian von Nettelbla.

Christian von Nettelbla, född  2 oktober 1696 i Stockholm, död 20 augusti 1775 i Wetzlar, svensktysk friherre, författare, historiker och jurist, född Nettelbladt, antog släktnamnet von Nettelbla efter upphöjelsen till friherre år 1762.
Nettelbla var son till Caspar Nettelbladh, blev 1714 student vid Uppsala universitet och vistades sedermera vid åtskilliga tyska högskolor till 1720. Han blev samma år kanslist vid en beskickning till Braunschweig, for därifrån till Hamburg och Greifswald, där han 1724 utnämndes till juris professor, oaktat ej föreslagen. Samma år tog han juridisk grad i Groningen, varpå han tillträdde sin professur. 1740 "presenterades" han till assessor i Rikskammarrätten i Wetzlar, vilken befattning han tillträdde 1743. Av kejsaren adlades han 1746 och upphöjdes 1762 till romersk riksfriherre (han hette förut Nettelbladt). Vid en visitation 1774 blev han avsatt. Anledningen är ej fullt känd. Enligt en vidlyftig defensionsskrift beskylldes han för försummelse av ämbetsplikt, mutor och respektvidrigt uppförande mot visitatorerna. Nettelbla var en mycket alsterrik författare och kompilator, men hans skrifter ha hemfallit åt glömskan, om man undantar hans vidlyftiga Schwedische Bibliothek (5 "stycken", 1728-1736), som innehåller översättningar av handlingar rörande svenska historien.